# Achada Grande Tras
Achada Grande Tras est un quartier de la ville de Praia, capitale du Cap-Vert sur l'île de Santiago. 

## Présentation
Achada Grande Tras est situé à l'est du centre-ville et au sud de l'aéroport international Nelson Mandela. 
Ses quartiers voisins sont Achada Grande Frente et Lem Ferreira à l'ouest.
Sa population était de 2 958 habitants au recensement de 2010.

## Monuments
- Complexe sportif Adega
- Aéroport international Nelson Mandela
- Port de Praia

## Galerie

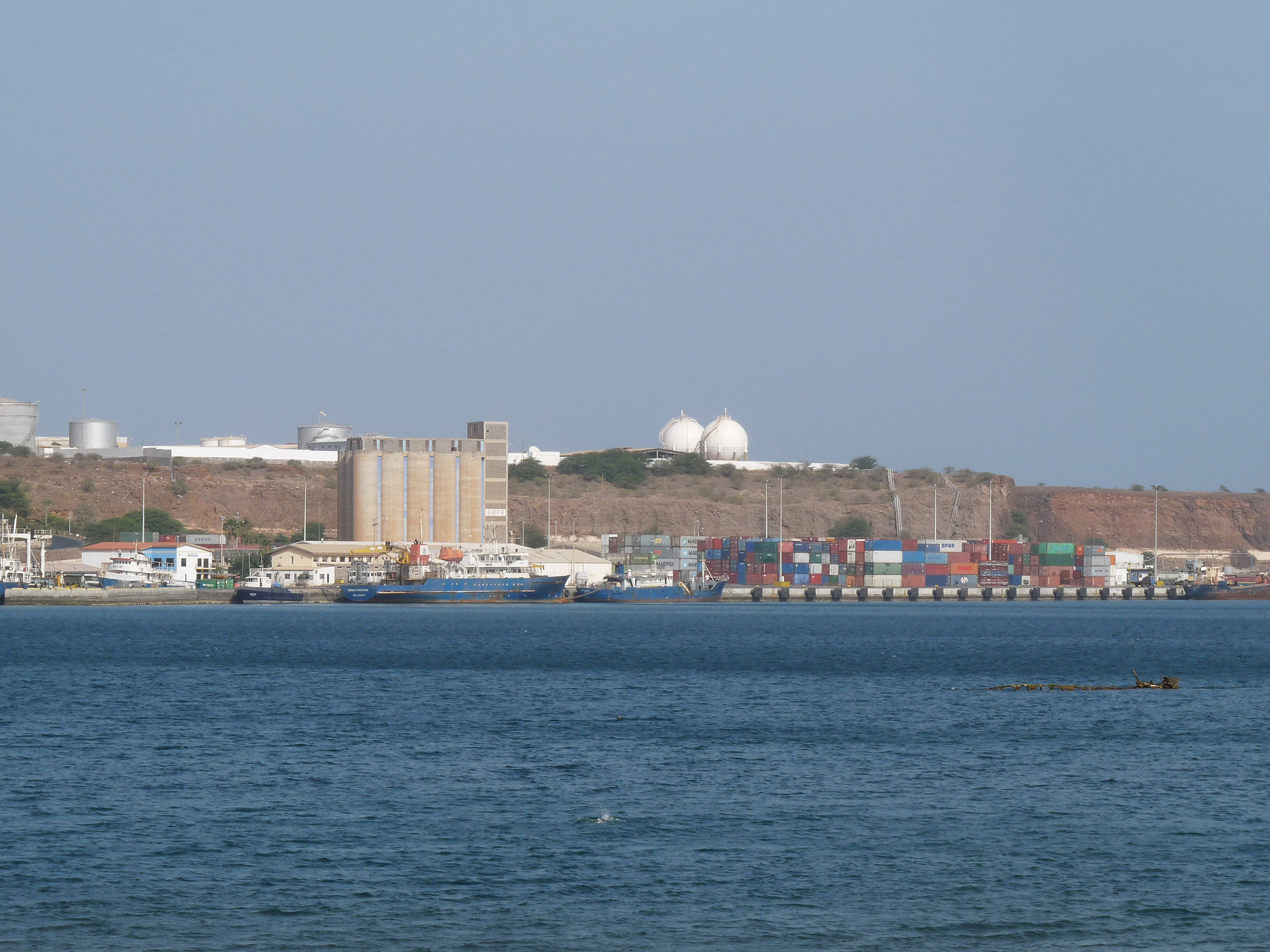
Port de Praia.